# Боднар Олексій

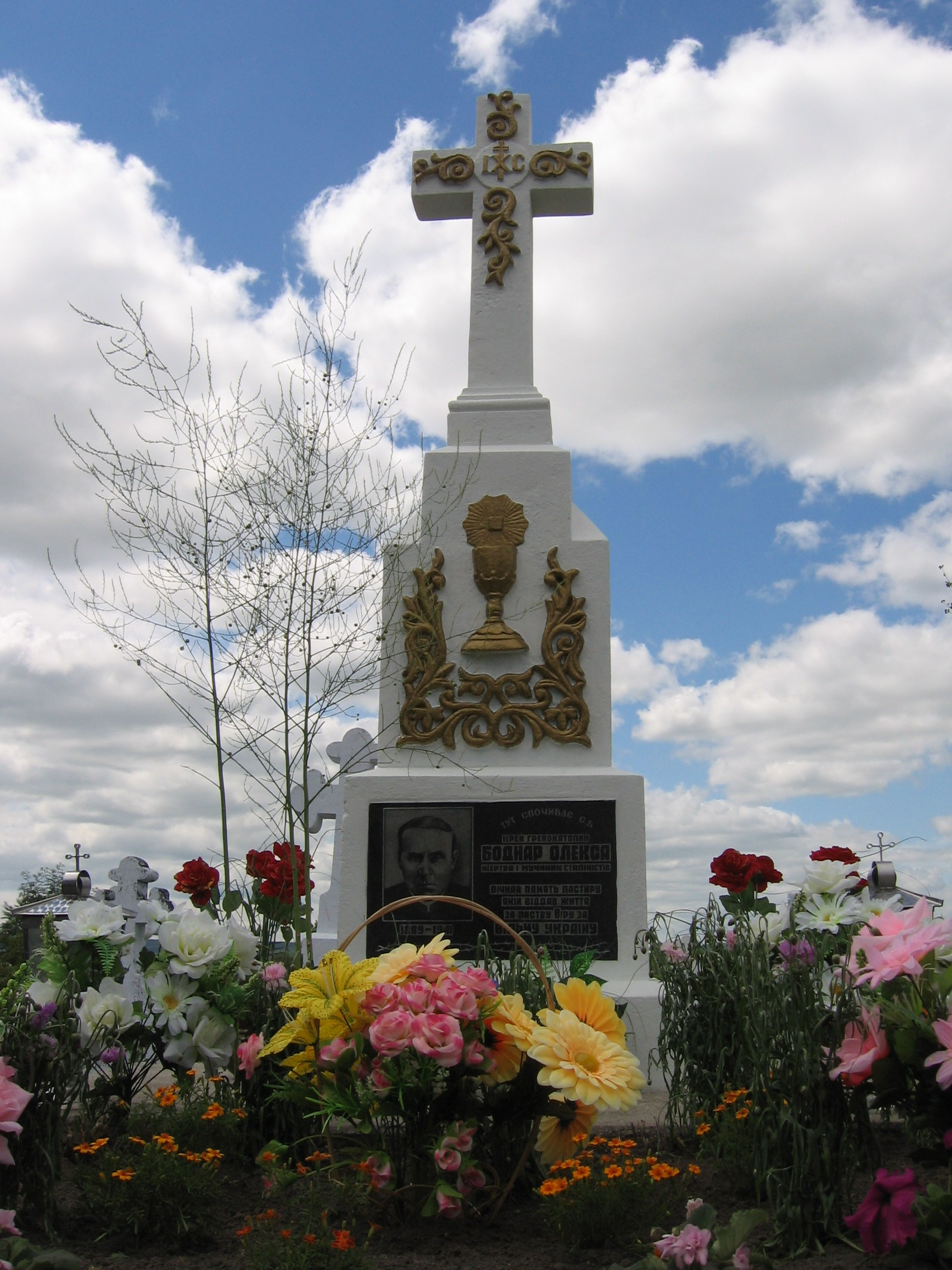
Могила о. Олексія Боднара (1889—1941), пароха с. Боршів

Олексі́й Бо́днар  (1889, Торгів — 30 червня 1941, Перемишляни) — греко-католицький священник. Новомученик УГКЦ.

## Біографія
Народився в 1889 р. у с. Торгів поблизу містечка Поморяни на Золочівщині в родині Василя Боднара та Марії Попадюк.
1910 р. закінчив Золочівську гімназію, після чого продовжив навчання у Львівській греко-католицькій духовній семінарії. Протягом навчання виконував обов'язки захристіяна, а у 1914 р. — архизахристіяна. Перед прийняттям свячень одружився із Катериною Хімкою, дочкою Йосифа Хімки та Теклі Батюк.
На початку 1916 р., в умовах Першої світової війни, прийняв ієрейські свячення. Невдовзі був скерований сотрудником в село Тростянець на Золочівщині, де парохом був о. Теофан Бородайкевич (1847–1923). Тут отець Боднар затримався недовго, влітку 1916 р. у зв'язку з військовими діями село було евакуйоване, а військові зруйнували близько 18 будинків у цій місцевості. Після смерті о. Павла Кульчицького (1864–1916) став адміністратором парохії в с. Дунаїв. В цьому селі у подружжя Боднарів народився син Богдан-Микола. Наприкінці 1918 р., після смерті о. Івана Королюка (1872–1918), тогочасного унівського декана, о. Боднар став адміністратором сусіднього з Дунаєвом села Чемеринці. 1920 р. о. Олексій Боднар став адміністратором парохії у с. Виписки після переходу о. Ігнатія Слободяна до с. Підмонастир. У березні 1921 р. був призначений на парохію у с. Боршів, замінивши адміністратора о. Омеляна Ковча.
Отець Олексій Боднар в часі свого адміністрування провадив активну душпастирську і національно-просвітню діяльність на парохії, викладав релігію в місцевій школі. Його патріотична позиція викликала неодноразове незадоволення з боку місцевої польської шкільної влади. Можемо говорити про успіхи пароха на шкільній ниві. Не випадково у 1938 р. митрополит Андрей Шептицький призначив о. Олексія Боднара куратором освіти Перемишлянського деканату. Отець дбав також про парохіяльну бібліотеку: замовляв книги, передплачував часописи. 1938 р. о. Боднар увійшов до керівництва місцевої читальні. У міжвоєнний час у селі діяли товариства Рідна школа, Сільський господар, Просвіта, Союз українок. У 1931 р. о. Олексій був призначений товариством Український Католицький Союз уповноваженим створити його сільський осередок. Парох також відгукнувся на звернення митрополита Андрія Шептицького у 1932 р. допомогти бідним і безробітним і організував збірку.
У 1939 р. Західна Україна була окупована радянськими військами і встановлена радянська влада. Почалося переслідування Греко-католицької церкви. Особливо трагічними були останні дні червня 1941 р., напередодні відступу радянських військ. У цей час НКВС розпочало масові арешти та розстріл свідомого українського населення. На заклики боршівських парохіян переховуватися о. Олексій Боднар відповідав, що «не вчинив нічого злого, а тому немає чого ховатися». 26 або 27 червня 1941 р. отець був арештований і поміщений у в'язницю НКВС у Перемишлянах.
Після жахливих тортур перед 30 червня 1941 р. парох був замордований. На тілі отця був вирізаний хрест і посипаний сіллю. Після відступу радянських військ від німецької адміністрації вдалося отримати дозвіл поховати тіла закатованих у Перемишлянській в'язниці. Майже всі вони, у тому числі троє борщівчан, були поховані у Перемишлянах. Натомість тіло о. Боднара було доставлено до Боршева. 1 липня 1941 р. відбувся похорон, який очолив о. Іван Каспрук, парох Станимира, декан перемишлянський, у присутності всього деканального духовенства. В останню путь свого приятеля і сусіда відправляв також і о. Омелян Ковч.